# Campoo de Yuso
Pour les articles homonymes, voir Campoo et Yuso.
Campoo de Yuso est une commune espagnole située dans la communauté autonome de Cantabrie.